# HIP 43148
HIP 43148 — звезда в созвездии Паруса. Находится на расстоянии 3624 световых года (1111 парсек) от Земли. Относится к жёлтым сверхгигантам.

## Характеристики
HIP 43148 представляет собой звезду спектрального класса F0. HIP 55555 видна невооружённым глазом, поскольку имеет видимую звёздную величину +5.71. Температура HIP 43148 составляет 7700 кельвинов.